# Гай Дуцений Прокул
Гай Дуцений Прокул (на латински: Gaius Ducenius Proculus) е политик и сенатор на Римската империя през 1 век.
Фамилията му Дуцении произлиза от Патавиум.
През 87 г. Прокул е суфектконсул заедно с Гай Белиций Наталис Тебаниан.